# Mohamed Boudiaf

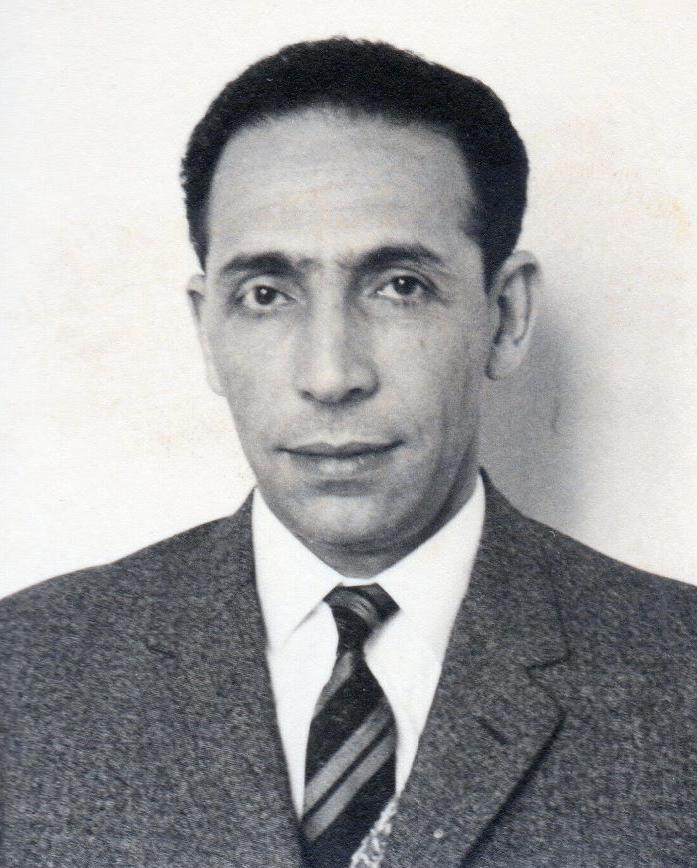
Mohamed Boudiaf

Mohamed Boudiaf, född 23 juni 1919 i Ouled Madhi i M'Sila, död 29 juni 1992 i Annaba, var en algerisk politiker.
Mohamed Boudiaf var en av grundarna av FLN, Front de Libération Nationale (Nationella befrielsefronten) och deltog i det algeriska självständighetskriget 1954–62. Först var han inskriven i den franska armén under andra världskriget men blev sedermera medlem i FLN:s ledning. 1956 tillfångatogs han av den franska regeringen men frisläpptes 1962. Han bildade Algeriets provisoriska regering och blev vice statsminister. På grund av hans missnöje med det auktoritära styret i landet valde han gå i landsflykt. Efter att ha levt i landsflykt i 27 års tid (från det tidiga 1960-talet till 1992) återkallades han och blev vald till Algeriets president. Genom hans presidentskap undveks ett islamistiskt maktövertagande i Algeriet. Mohamed Boudiaf sköts till döds när han höll ett tal.